# Rubén Peña Jiménez
Rubén Peña Jiménez (Ávila, 18 de julio de 1991) es un futbolista español. Juega de defensa y su equipo es el Club Deportivo Leganés de la Segunda División de España.

## Trayectoria
Nacido en Ávila, Castilla y León, Rubén Peña comenzó jugando en las categorías inferiores del Real Ávila SAD, C. D. Zona Norte y debutó con el Real Ávila C. F. en Tercera División, consiguió un total de 36 goles.
En el verano de 2012 fichó por el Real Valladolid de Primera División, siendo asignado inicialmente al Real Valladolid B en Segunda B. Un mes después, Djukic le llamó para hacer la pretemporada con el Primer equipo del Real Valladolid. El 1 de noviembre de 2012, debutó en un partido oficial de la Copa del Rey, jugando los 90 minutos en la victoria por 1-0 ante el Real Betis (pérdida global 1-3). Diez días más tarde hizo su debut en Primera División, al entrar como suplente en un 1-1 en casa ante el Valencia C. F. Durante la Liga fue convocado en 15 partidos, los cuales ha disputado minutos en 6 de ellos. 
En la temporada 13-14 recaló en las filas del Club Deportivo Guijuelo de la Segunda B, disputando la fase de ascenso a Segunda División.             
En la temporada 14-15 fichó por el Club Deportivo Leganés de la Segunda División. Disputó minutos en 30 partidos. Su posición fue de extremo reconvertido a lateral derecho. Sumó un gol en esta temporada.
En la temporada 15-16 siguió en el Club Deportivo Leganés a las órdenes de Asier Garitano en la Segunda División. Esta temporada consiguió el ascenso a Primera División con el C. D. Leganés. Jugó un total de 30 partidos, 16 de ellos como titular. Suma un total de 8 goles, los cuales fueron entre los meses de enero y marzo. Acabó contrato el 30 de junio de 2016. 
En junio de 2016 fichó por tres temporadas por la Sociedad Deportiva Eibar. de la Primera División.
El 4 de julio de 2019 el Villarreal C. F. de la Primera División hizo oficial su incorporación para las siguientes cinco temporadas.
El 17 de junio de 2022 se hizo oficial su fichaje para las tres próximas temporadas por el C. A. Osasuna tras rescindir su contrato con el Villarreal C. F.
El 12 de junio de 2025 se hizo oficial su fichaje para las siguientes dos temporadas por el C. D. Leganés tras finalizar su contrato con el C. A. Osasuna.

## Estadísticas

### Clubes
Actualizado al último partido disputado el 15 de mayo de 2025.
| Club                               | Div.          | Temporada     | Liga  | Liga  | Copas nacionales | Copas nacionales | Copas internacionales | Copas internacionales | Total | Total |
| Club                               | Div.          | Temporada     | Part. | Goles | Part.            | Goles            | Part.                 | Goles                 | Part. | Goles |
| ---------------------------------- | ------------- | ------------- | ----- | ----- | ---------------- | ---------------- | --------------------- | --------------------- | ----- | ----- |
| Real Valladolid C. F. "B" · España | 3.ª           | 2012-13       | 24    | 2     | —                | —                | —                     | —                     | 24    | 2     |
| Real Valladolid C. F. "B" · España | Total club    | Total club    | 24    | 2     | 0                | 0                | 0                     | 0                     | 24    | 2     |
| Real Valladolid C. F. · España     | 1.ª           | 2012-13       | 4     | 0     | 2                | 0                | —                     | —                     | 6     | 0     |
| Real Valladolid C. F. · España     | Total club    | Total club    | 4     | 0     | 2                | 0                | 0                     | 0                     | 6     | 0     |
| C. D. Guijuelo · España            | 2.ª B         | 2013-14       | 35    | 4     | —                | —                | —                     | —                     | 35    | 4     |
| C. D. Guijuelo · España            | Total club    | Total club    | 35    | 4     | 0                | 0                | 0                     | 0                     | 35    | 4     |
| C. D. Leganés · España             | 2.ª           | 2014-15       | 30    | 1     | 1                | 0                | —                     | —                     | 31    | 1     |
| C. D. Leganés · España             | 2.ª           | 2015-16       | 30    | 8     | 4                | 1                | —                     | —                     | 34    | 9     |
| S. D. Eibar · España               | 1.ª           | 2016-17       | 28    | 1     | 6                | 1                | —                     | —                     | 34    | 2     |
| S. D. Eibar · España               | 1.ª           | 2017-18       | 28    | 1     | 2                | 0                | —                     | —                     | 30    | 1     |
| S. D. Eibar · España               | 1.ª           | 2018-19       | 31    | 1     | 1                | 0                | —                     | —                     | 32    | 1     |
| S. D. Eibar · España               | Total club    | Total club    | 87    | 3     | 9                | 1                | 0                     | 0                     | 96    | 4     |
| Villarreal C. F. · España          | 1.ª           | 2019-20       | 26    | 2     | 4                | 0                | —                     | —                     | 30    | 2     |
| Villarreal C. F. · España          | 1.ª           | 2020-21       | 19    | 1     | 3                | 0                | 8                     | 0                     | 30    | 1     |
| Villarreal C. F. · España          | 1.ª           | 2021-22       | 7     | 0     | 2                | 0                | 2                     | 0                     | 11    | 0     |
| Villarreal C. F. · España          | Total club    | Total club    | 52    | 3     | 9                | 0                | 10                    | 0                     | 71    | 3     |
| C. A. Osasuna · España             | 1.ª           | 2022-23       | 20    | 0     | 4                | 0                | —                     | —                     | 24    | 0     |
| C. A. Osasuna · España             | 1.ª           | 2023-24       | 29    | 0     | 3                | 0                | 2                     | 0                     | 34    | 0     |
| C. A. Osasuna · España             | 1.ª           | 2024-25       | 25    | 0     | 2                | 0                | ―                     | ―                     | 27    | 0     |
| C. A. Osasuna · España             | Total club    | Total club    | 74    | 0     | 9                | 0                | 2                     | 0                     | 85    | 0     |
| C. D. Leganés · España             | 2.ª           | 2025-26       | 0     | 0     | 0                | 0                | ―                     | ―                     | 0     | 0     |
| C. D. Leganés · España             | Total club    | Total club    | 60    | 9     | 5                | 1                | 0                     | 0                     | 65    | 10    |
| Total carrera                      | Total carrera | Total carrera | 336   | 21    | 34               | 2                | 12                    | 0                     | 382   | 23    |
| 1. 2.                              |               |               |       |       |                  |                  |                       |                       |       |       |

1. ↑  No se disponen de datos de su paso por el Real Ávila C. F.

## Palmarés

### Campeonatos internacionales
| Título                 | Club             | Sede   | Año  |
| ---------------------- | ---------------- | ------ | ---- |
| Liga Europa de la UEFA | Villarreal C. F. | Gdansk | 2021 |